# Николаев, Александр Васильевич
Алекса́ндр Васи́льевич Никола́ев (Усто́ Муми́н; 30 августа 1897, Воронеж — 27 июня 1957, Ташкент) — русский советский художник, заслуженный деятель искусств Узбекской ССР (1950), живописец, график.

## Биография
Александр Васильевич Николаев родился в Воронеже в 1897 году в семье военного инженера. Окончил Сумский кадетский корпус (1908—1916), затем Уланский корпус в Твери.
В 1916—1918 году посещал студию художника А. Бучкури в Воронеже. В 1919 году продолжил художественное образование во вторых Государственных Свободных художественных мастерских у К. Малевича в Москве.
В 1920 году по мандату ТуркЦИКа для укрепления и развития национальных искусств приехал в Туркестан, жил в Самарканде.  Работал в Государственном музее Узбекской ССР. В 1920 году примкнул к художественному объединению «Мастера Нового Востока». 
С командировками бывал в Бухаре, Хиве, где в 1920—1923 годах привлекался к работе по созданию наградных знаков воинского отличия для БНСР и ХНСР. Был покорён Востоком, принял мусульманство, взял псевдоним Усто Мумин. В 1925 году переселился в Ташкент. 
Одним из источников вдохновения для художника стали узбекские музыканты и танцовщики.
В 1938 году был арестован НКВД, в том числе по обвинению в контрреволюционном заговоре. Провёл в тюрьмах четыре года, освобождён в 1942 году.
В 1943 году награждён Почётной Грамотой ЦИКа Узбекской ССР за участие в создании Уйгурского театра.
Умер в Ташкенте в 1957 году, похоронен на Боткинском кладбище.

## Произведения
- Мальчики с перепёлкой (1921)[8]
- Мальчик в меховой шапке (1921)
- Мальчик в тюбетейке (1921)[9]
- Дутарист (1923)
- Радение с гранатом (1923)
- Дорога жизни (1924)
- Жених (1920-е г.)[10]
- История юноши Гранатовые уста (1920-е г.)[11]
- Автопортрет (1926)
- Белое золото (1934)
- портрет Г. А. Мордвиновой (1942)
- Уйгурский танец (1944),
- Ходжа Насреддин на базаре (1947).